# Aechmea grazielae
Aechmea grazielae är en gräsväxtart som beskrevs av Gustavo Martinelli och Elton Martinez Carvalho Leme. Aechmea grazielae ingår i släktet Aechmea och familjen Bromeliaceae. Inga underarter finns listade i Catalogue of Life.